# José Silva

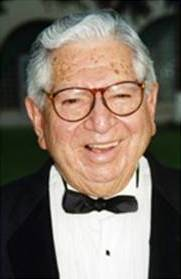
José Silva

José Silva, (ur. 11 sierpnia 1914, zm. 7 lutego 1999) – amerykański samouk parapsychologii i twórca psychoorientologiii oraz programu samokontroli umysłu Metodą Silvy. Jak sam twierdził odkrycie że inteligencja ludzka jest w stanie nauczyć się świadomego funkcjonowania przy częstotliwościach mózgu typu alfa i theta, przejdzie do historii jako jedno z najważniejszych odkryć ludzkości.